# Mathilde van Oostenrijk-Teschen

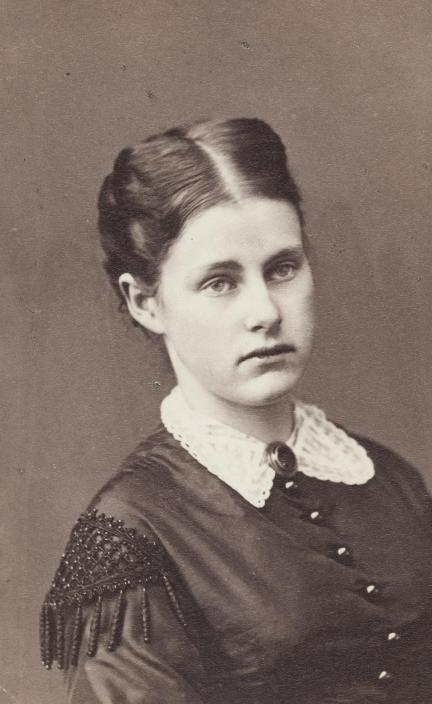
Aartshertogin Mathilde

Mathilde Marie Alexandra Adelgunde van Oostenrijk-Teschen (Wenen, 25 januari 1848 - aldaar, 6 juni 1867) was een Oostenrijkse aartshertogin uit het huis Habsburg.
Zij was de tweede dochter van aartshertog Albrecht en Hildegard van Beieren. Zij is genoemd naar drie zusters van haar moeder, Mathilde, Adelgunde en Alexandra, met wie haar moeder een zeer hechte band onderhield.
Mathilde groeide op op het familieslot de Weilburg in Baden ('s zomers) en op de Hofburg in Wenen. Het contact met de keizerlijke familie was frequent. Mathilde's vader speelde een voorname rol aan het hof en in het Oostenrijkse leger, haar moeder was zowel een verwante als een vriendin van keizerin Elisabeth. 
Er was sprake van een liefdesrelatie met haar neef Lodewijk Salvator, een zoon van Leopold II van Toscane, maar tot een verloving kwam het niet. De keizerlijke familie had Mathilde namelijk voorbestemd als echtgenote van kroonprins Umberto van Italië, om de banden tussen de Habsburgers en het jonge Italiaanse koninkrijk te bestendigen. Dat huwelijk kwam evenmin tot stand.

## Dood
Mathilde overleed na een verschrikkelijk ongeluk. Mathilde rookte stiekem een sigaret, ofschoon haar vader haar dat verboden had. Toen haar vader binnenkwam, verborg ze de sigaret achter haar rug waarbij haar jurk vlam vatte. De tweede en derdegraads brandwonden die ze hierbij opliep leidden tot haar dood, voor de ogen van haar hele gezin. Mathildes lichaam werd bijgezet in de Kapuzinergruft. In verband met de hofrouw die werd aangenomen moesten diverse feestelijkheden in het kader van de kroning van Frans Jozef en Elisabeth tot koning en koningin van Hongarije worden afgelast.